# Eugen Diederichs

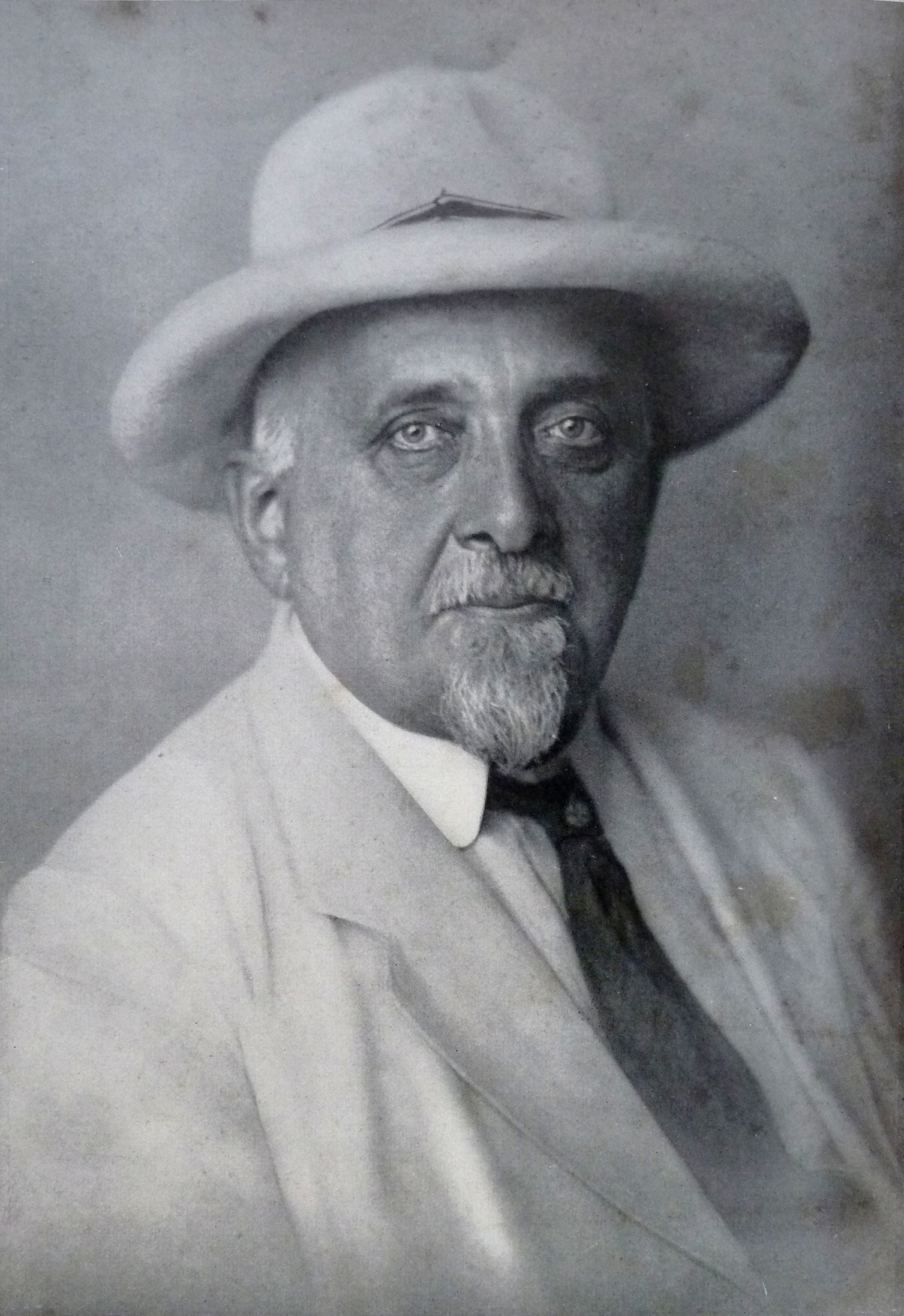
Eugen Diederichs

Eugen Diederichs, född 22 juni 1867, död 10 september 1930 i Jena, var en tysk bokförläggare. Han var från 1916 gift med Lulu von Strauss und Torney.
Diederichs grundade 1896 ett bokförlag i Florens, från 1904 beläget i Jena. Diederichs ville med sin verksamhet befordra uppbyggandet av en personlighetskultur på religiös men utomkyrklig grund. Tidskriften Die Tat, utgiven från 1909, var Diederichs organ.